# دان غيلبر
دان غيلبر هو سياسي أمريكي، ولد في 26 نوفمبر 1960 في ميامي في الولايات المتحدة. نشط حزبياً في الحزب الديمقراطي. وقد انتخب عضو مجلس ولاية فلوريدا ‏ وانتخب عضو مجلس نواب فلوريدا ‏.

## وصلات خارجية
- الموقع الرسمي